# Вильберг, Айна Зиновьевна
А́йна Зино́вьевна Ви́льберг (укр. Айна Зіновіївна Вільберг), урождённая Елена Зиновьевна Белоус (укр. Олена Зіновіївна Білоус; род. 10 января 1985, Каховка, Херсонская область, УССР, СССР) — украинская певица, актриса, педагог по вокалу, поэтесса, композитор и автор песен. Бывшая солистка украинской женской поп-группы «ВИА Гра» (2013—2014) под руководством Дмитрия Костюка, участница ряда других музыкальных коллективов, работавших в диапазоне от классики до ню-метала.

## Биография

### Ранние годы и начало карьеры
Елена Белоус родилась в городе Каховка в Херсонской области Украины 10 января 1985 года. В 2000 году, в возрасте 15 лет, она создала под именем Айна Вильберг музыкальную группу «Звуковой барьер», переименованную спустя два года в «Bazza-R». По словам участников группы, их музыка была «легче, чем хард-рок, и тяжелее, чем рок-попс». Этот коллектив принял участие в IX Всеукраинском молодежном фестивале «Перлини сезону» (29—30 июня 2003 года в Киеве, на Контрактовой площади) и получил диплом в номинации «Рок-музыка».
В 2002 году Вильберг поступила в Киевское государственное высшее музыкальное училище имени Р. М. Глиэра, которое окончила в 2006 году по специальности «эстрадный вокал». Ещё до получения диплома, в 2004 году, она стала вокалисткой в составе группы «Etwas Unders». За два года своего существования этот коллектив дал концерты почти во всех областных центрах Украины. Главные его достижения — первая премия на рок-фестивале «Тарас Бульба» и звание «Лучший альтернативный коллектив Украины 2006 года» по оценке фестиваля «The Global Battle of the Bands».
В 2006 году группа успешно прошла все отборочные туры всемирного конкурса «The Global Battle Of The Bands 2006» и представила Украину на финальном концерте в концерт-холле «Астория» в Лондоне. В середине того же года началась запись дебютного альбома. Релиз был запланирован на октябрь, но его отложили на неопределённое время. По окончании активного концертного периода Айна Вильберг покинула «Etwas Unders», решив, по её словам, концептуально изменить творческое направление и отказаться от того негатива и агрессии, которые выражала группа в своих песнях. Оставшиеся участники группы заявили, что «не видят Etwas Unders в попсовой среде, куда всеми силами рвалась» бывшая участница.

### Satory Seine
Свою сольную карьеру Айна начала под псевдонимом Satory Seine в 2006 году совместно с автором большинства своих треков диджеем и продюсером DJ Noiz (оба исполнителя работают с лейблом Send Records). Satory Seine всерьез увлечена восточной философией. Свои познания и практики дзэн-буддизма певица смело переносит в творчество. 7 апреля 2007 года Satory Seine дебютировала перед клубной аудиторией в рамках проекта Live & Famous, вместе с голландским диджеем и продюсером Eddy Good. Во время перфоманса с успехом был презентован записанный ими CD Live & Famous.
С откровенно «неформатной» песней на английском языке Satory Seine открыла концерт «Песни года». 4 декабря 2007 года певица и DJ Sender представили на главной концертной площадке страны во дворце «Украина» на гала-концерте «Золотая Шарманка» свою первую совместную хаус—композицию «I Love You», которая была признана «прорывом года». В этом треке удалось достигнуть баланса между клубной электронной и поп-музыкой. Ритмичные хиты с голосом Satory Seine начали регулярно звучать на радиостанциях Kiss FM, Ренессанс, Шарманка, DJ FM. В том же году певица выступила на гала-концерте церемонии награждения лучших представителей украинской танцевальной культуры Ukrainian Dance Music Awards, где исполнила свой первый трек в стиле vocal progressive — «Sparkle Of Truth», записанный в сотрудничестве с DJ Kex. Там же широкая аудитория впервые услышала композицию «Gentle Motive», написанную совместно с DJ Noiz. За этим последовало совместное с Dj Sender выступление на церемонии награждения TopDj, где были представлены работы «Kiss You» и первая в репертуаре артистки песня на русском языке «Мой друг». Успешными стали созданные в тандеме с Dj Noiz песни «Beautiful Story» и «Vanity Of Vanities». Позже совместно с Drive Dealers Satory Seine создала треки «Addiction», «Space Migrator», «We Can Talk».
Сотрудничество Satory Seine с украинским электронным дуэтом 2Special в 2007 году привело к появлению композиций «I Think», «Dance On The Cloud» и «One Love». В хит-параде Tendance радиостанции Kiss FM композиция «Dance On The Cloud» несколько недель занимала верхние позиции. Satory Seine появилась на страницах ноябрьского номера украинского издания журнала Elle. В 2008 году она участвовала в записи трека «Next Kiss» совместно с резидентом клуба «Arena» DJ Romantic и Andi Vaх. Примерно тогда же Drive Dealers и Satory Seine сочинили композицию под названием «April». Во время вечеринки DJmag start party состоялась премьера для многотысячной аудитории совместного трека Satory Seine и Drive Dealers «Space Migrator». 5 ноября закончилась съёмка видеоклипа на песню «Gentle motive», продюсерами которого были генеральный директор лейбла «Send Records» Евгений Евтухов и директор певицы Михаил Малый.
В 2009 году Satory Seine вернулась на украинскую танцевальную сцену с новым треком «Lazy Girl», исполненным совместно с популярной французской хаус-звездой Muttonheads. Текст этой песни написал Mike.M., запись вокальной партии певицы проходила на студии Send Records. Релиз «Lazy Girl» (Ugostar & Daxto) состоялся на популярном французском лейбле «Zero 1». В начале лета 2009 года исполнительница записала несколько ремиксов совместно с украинским диджеем Jim Pavloff, и они вдвоем в рамках лайв-проекта выступили на фестивале Global Gathering Ukraine, где исполнили трек «Solaris». В том же году состоялся релиз CD-альбома, записанного совместно с Сергеем Любинским (Knob) гитаристом группы ТОЛ, получивший название «Пальне»; в него вошло 12 композиций. В 2010 году певица создала совместный проект с продюсером, DJ и букинг-агентом, совладелицей концертного агентства Dj Boutique booking agency — Waris, который получил название «Risky Doubt». В рамках сотрудничества с израильским продюсером Matan Caspi участницы проекта записали две композиции, «Don’t be cruel» и «And sometimes». Релиз песен состоялся на радиостанциях «Pacha Recordings» и «Enormous Tunes». В 2011 году Seine выпустила свой дебютный сольный англоязычный альбом под названием Day, в который вошло 12 композиций.

### Core Yatis
В 2012 году Вильберг создала совместно с музыкантом Александром Шульгой исключительно студийный проект Core Yatis, рассчитанный на девять треков. Концепция Core Yatis завязана на концепции девяти планет солнечной системы. Большинство песен написано на вымышленном языке, несколько на английском, одна — на русском.
На пластинку, получившую то же название (Core Yatis), попало девять композиций, в которых сплелись аналоговые синтезаторы, биты, оркестровые и этнические инструменты, украшенные вокалом. Музыкальная стилистика альбома представляет собой сочетание трип-хопа, даунтемпо, индитроники и легкого вкрапления этнических мотивов. Официальный релиз в iTunes Store состоялся 23 июля 2013 года. Запись материала происходила в столичной студии Виталия Телезина «211 Recording», а мастеринг пластинки был сделан в бристольской студии «Optimum Mastering».
Параллельно Вильберг снималась в кино. Она дебютировала в короткометражном фильме режиссёра Дениса Сполитака «Между 20 и полуночью», где сыграла роль девушки-хулиганки. Премьера фильма состоялась на Киевском Международном кинофестивале «Молодость», который проходил в Киеве 20—28 октября 2012 года. В 2013 году Вильберг снялась в драматическом короткометражном фильме «R3» режиссёра Александра Лидаговского, где сыграла главную женскую роль.

### ВИА Гра
После объявления Константином Меладзе о закрытии с января 2013 года коллктива «ВИА Гра» бывший генеральный продюсер группы Дмитрий Костюк, которому принадлежали права на бренд «ВИА Гра» и смежные права на репертуар группы, записанный во время сотрудничества с лейблом Sony Music, приступил к кастингу нового состава группы независимо от Меладзе.
Айна Вильберг не проходила традиционный кастинг: изначально она в качестве музыкального педагога давала вокальные уроки уже образовавшемуся дуэту группы «ВИА Гра», в состав которой входили Дарья Ростова и Дарья Медовая. 15 октября 2013 года в Москве состоялась презентация нового состава группы, где Айна была представлена уже как одна из участниц. 18 октября прошла презентация в Киеве. В декабре 2013 года вышел дебютный сингл Айны в составе группы под названием «Магия». Автором этой композиции был Алексей Малахов. В том же месяце группа приняла участие в новогоднем шоу Первого национального канала. В 2014 году коллектив собирался представить альбом под названием «Магия», однако по определённым причинам выход так и не состоялся. 24 марта 2014 года стало известно, что Дарья Медовая и Айна Вильберг покинули группу. О причинах своего ухода артистка предпочла не говорить.

### AINA

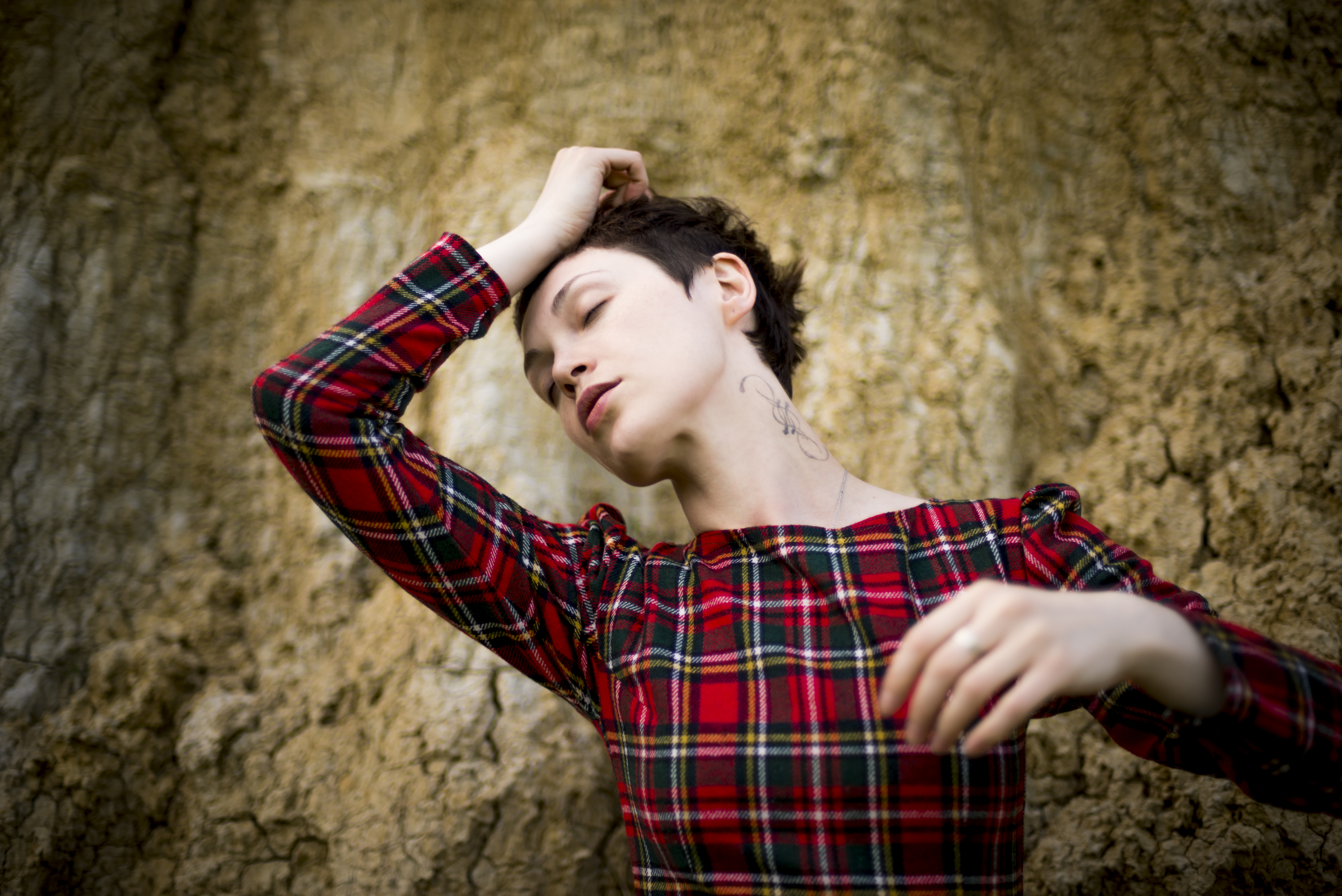
Айна Вильберг в 2015 году

После ухода из группы «ВИА Гра» Айна создала новый проект, AINA, совместно с Никитой Будашем, известным по украинской электро-панк-группе Dead Boys Girlfriend, который совмещает в себе электронные аранжировки, гитарные и вокальные партии. 10 июня 2015 года дуэт презентовал свою дебютную EP-пластинку «Portal», в которую вошли пять русскоязычных композиций, продюсером выступил Константин Костенко. Как говорят сами музыканты, им удалось создать собственный спокойный, очень личный мир, которым они делятся через «портал» гитарных мантр Никиты и пространственного, но с легким надрывом вокала Айны.
Дебютное живое выступление нового проекта состоялось 14 июня 2015 года на музыкальном фестивале «GreenLight Festival».
В музыке я искала себя долго и перепробовала очень много разных жанров и стилей. И, наконец, нашла себя в этом проекте.
8 июля 2016 года на «Просто радио» программы «STEREOBAZA» состоялась премьера новой композиции под названием «Зверобой».

### Сольная карьера
В декабре 2016 года Айна Вильберг начала сольную карьеру. Дебютной авторской работой исполнительницы стал сингл «Ландыши», официальная премьера которого состоялась 9 декабря на порталах iTunes Store и Google Play. Музыка была написана творческим объединением талантов музыканта Алексея Дриззита и струнного квартета «Гольфстрим». Спустя 10 дней после премьеры сингла состоялся официальный релиз видеоклипа певицы, режиссёром которого выступил Ubik Litvin. 26 декабря на музыкальном сервисе для свободного прослушивания SoundCloud состоялась премьера сингла «У меня была мечта». Запись песни, музыка и текст которой написаны Вильберг, проходила в одной из студий звукозаписи Киева — «Комора». Оформить музыкальное сопровождение помог Олег Пашковский, исполнив партию рояля, а сведением и мастерингом занимался Константин Костенко.
14 февраля 2017 года, в День Всех Влюблённых, певица представила в тандеме с финалистом седьмого сезона шоу «X-Фактор» Александром Юпатовым свою новую песню, «Наречена».

### Преподавание
Айна Вильберг преподает пение в речевой позиции по методике педагога Сета Риггса, считая эту методику постановки голоса наилучшим и кратчайшим путём к вокальному успеху. Параллельно разрабатывает собственную школу пения, основанную на базе освобождения голоса через раскрепощение тела. Работала как вокальный коучер в таких телевизионных проектах как «Фабрика звезд», «ШоумаSтгоуон», с азербайджанским шоу талантов «Большая сцена», в международном реалити-шоу «Хочу V ВИА Гру», а также готовила к Евровидению участников в Баку в 2013 году. В рамках проекта «Голос страны» Вильберг активно работала с участниками из команд Святослава Вакарчука и Ани Лорак. Занималась с группой «ВИА Гра», а также со многими звездами и талантами Украины.

## Дискография
Альбомы
- Etwas Unders (2007) (после ухода из группы «Etwas Unders»)
- Пальне (2009)
- Day (2011)
- Core Yatis (2013)
- Шесть жизней назад (2016)
- Цветочный альбом (2019)

Мини-альбомы
- Portal (2015)
- Суша (2017)

## Видеография
| Год                           | Клип                                              | Режиссёр         | Альбом           |
| Сольная карьера               | Сольная карьера                                   | Сольная карьера  | Сольная карьера  |
| ----------------------------- | ------------------------------------------------- | ---------------- | ---------------- |
| 2007                          | «Gentle motive» (Satory Seine)                    | Виталий Сак      | Day              |
| 2016                          | «Ландыши»                                         | Юбик Литвин      | Цветочный альбом |
| 2017                          | «Наречена»                                        | Айна Вильберг    | без альбома      |
| 2018                          | «Одуванчики»                                      | Екатерина Рыбка  | Цветочный альбом |
| 2019                          | «Чёрный бит»                                      | Юбик Литвин      | без альбома      |
| 2019                          | «Mermaid»                                         | Айна Вильберг    | без альбома      |
| 2020                          | «Sexy Boy»                                        | Юбик Литвин      | без альбома      |
| 2020                          | «Virgin dance»                                    | Эдвин Новак      | без альбома      |
| 2020                          | «Хризантемы»                                      | Юбик Литвин      | Цветочный альбом |
| 2020                          | «Качели»                                          | Николай Казак    | без альбома      |
| 2021                          | «Дикая»                                           | Юбик Литвин      | Колокольчик      |
| 2021                          | «Призрак кошки»                                   | Артём Олейник    | Колокольчик      |
| Участие у других исполнителей |                                                   |                  |                  |
| 2018                          | «Самое Главное (Andi Vax Remix)» (Даша Астафьева) | Александр Добрев | без альбома      |
| 2018                          | «Лучшая в мире» (Ольга Горбачёва)                 | Ната Пятыгина    | СИЛА             |

## Фильмография
| Год  |     | Русское название     | Оригинальное название | Роль              |
| ---- | --- | -------------------- | --------------------- | ----------------- |
| 2012 | кор | Между 20 и полуночью | Між 20 й опівночі     | Девушка-Хулиганка |
| 2013 | кор | R3                   | R3                    | камео             |
| 2019 | кор | АЙНА. Интервью       | AINA. Interview       |                   |

Озвучивание фильмов и мультфильмов
| Год  |    | Русское название              | Оригинальное название | Роль         |
| ---- | -- | ----------------------------- | --------------------- | ------------ |
| 2016 | мф | Моана                         | Moana                 | Сина         |
| 2018 | ф  | Мэри Поппинс возвращается     | Mary Poppins Returns  | Мэри Поппинс |
| 2019 | мф | UglyDolls. Куклы с характером | UglyDolls             | Мэнди        |

## Саундтреки
- 2016 — «Киев днем и ночью» («Портал»)

## Награды и номинации
| Год  | Премия                         | Категория                                 | Результат |
| ---- | ------------------------------ | ----------------------------------------- | --------- |
| 2003 | Перлини сезону                 | «Рок-музыка»                              | Номинация |
| 2006 | Тарас Бульба                   | «Первая премия»                           | Победа    |
| 2006 | The Global Battle Of The Bands | «Лучший альтернативный коллектив Украины» | Победа    |
| 2007 | Золотая Шарманка               | «Прорыв года»                             | Победа    |
| 2007 | Ukrainian Dance Music Awards   | «Лучший вокальный проект Украины»         | Победа    |
| 2009 | Global Gathering Ukraine       | «Лауреат фестиваля»                       | Победа    |

## ТВ-проекты
- 2011 — Фабрика звёзд 4 (Новый канал)
- 2012 — ШоумаSтгоуон (Новый канал)
- 2013 — Евровидение (ITV)
- 2013 — Большая Сцена (АТV)
- 2013 — Хочу V ВИА Гру (1+1)
- 2014 — Голос Страны (1+1)